# پیتر کاسمینسکی
پیتر کاسمینسکی (انگلیسی: Peter Kosminsky؛ زادهٔ ۲۱ آوریل ۱۹۵۶) کارگردان فیلم، نویسنده و تهیه‌کننده اهل بریتانیا است.
از فیلم‌ها یا مجموعه‌های تلویزیونی که وی در آن‌ها نقش داشته‌است، می‌توان به واریور و اولئاندر سفید اشاره نمود.
وی همچنین برندهٔ جوایزی همچون جایزه ایتالیا شده‌است.